# Capela Betleem din Praga

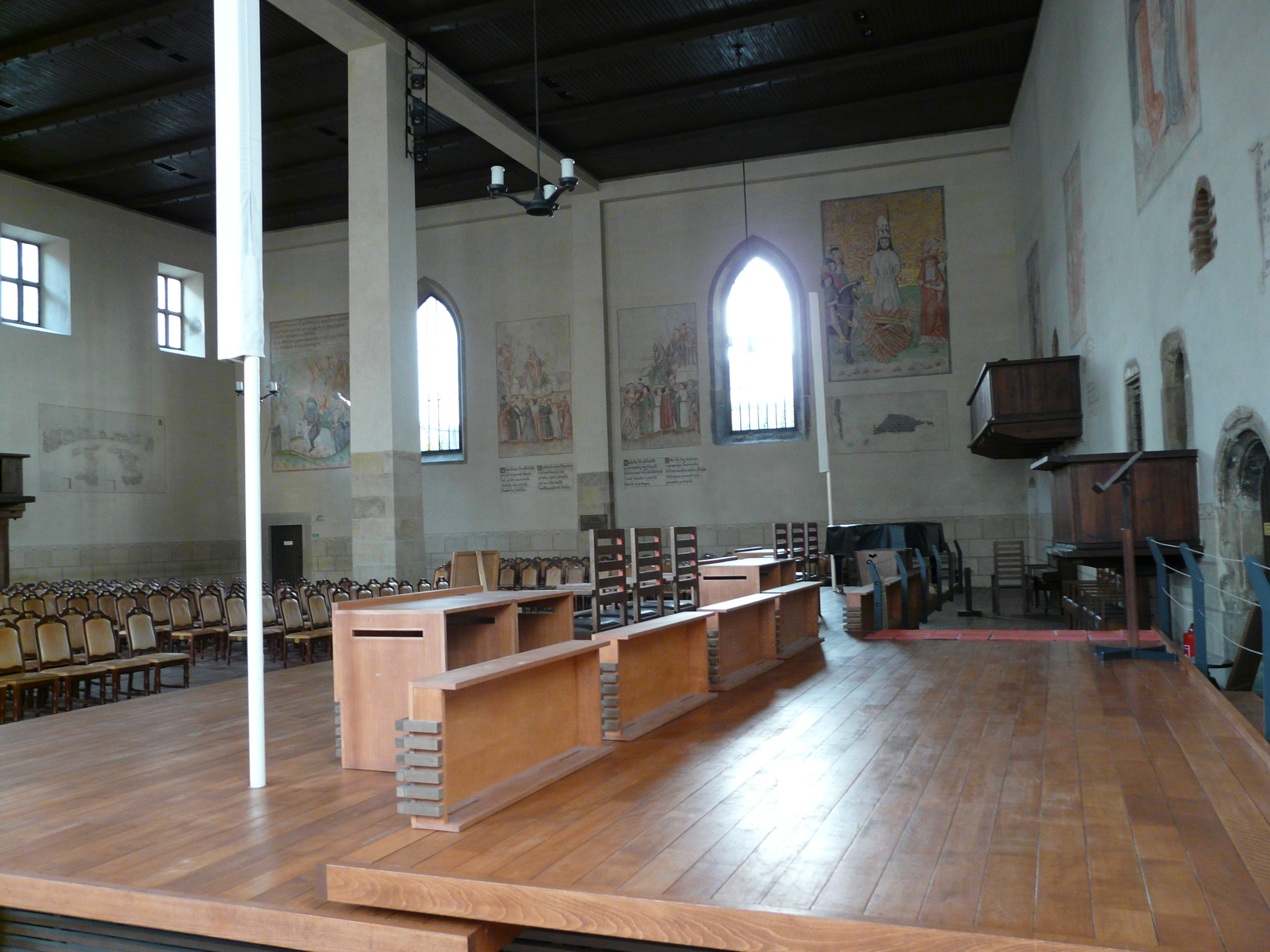
Capela Betleem din Praga (interior)

Capela Betleem (în cehă Betlémská kaple) este o clădire religioasă medievală din cartierul Orașul Vechi al Pragăi, Republica Cehă, notabilă pentru legătura sa cu începuturile Reformei Cehe și în special cu reformatorul ceh Jan Hus.

## Istoric
A fost fondată în 1391 de Jan Kříž (cunoscut sub porecla „Negustorul”) și de Hanuš de Mühlheim și s-a predicat acolo numai în limba cehă, încălcându-se astfel cu dominația germană asupra bisericii medievale din Boemia. Clădirea nu a fost niciodată numită oficial biserică, ci doar capelă, deși putea adăposti 3.000 de oameni; capela a fost construită pe teritoriul Parohiei „Sf. Filip și Iacob”, iar Hanuš de Mühlheim i-a plătit preotului acelei biserici 90 de groși drept compensație. Hus a devenit rector al Universității Caroline și predicator al Capelei Betleem în martie 1402. După excomunicarea lui Hus în 1412, papa a ordonat demolarea Capelei Betleem, dar această acțiune a fost respinsă de majoritatea membrilor cehi din Consiliul Orașului Vechi. După moartea lui Hus, i-a succedat Iacob de Mies.
În secolul al XVII-lea capela a fost achiziționată de iezuiți. Cu timpul a început să se ruineze și în 1786 a fost demolată; în locul său a fost construită o clădire de locuințe în anii 1836-1837. În perioada regimului comunist din Cehoslovacia clădirea a fost reconstruită de guvern, fiind readusă în starea în care se afla în vremea lui Hus. Reconstrucția a fost finalizată în anul 1954. Cea mai mare parte a zidurilor exterioare ale capelei și o mică porțiune din amvon sunt o reconstrucție fidelă a celor din capela medievală. Picturile murale datează în mare parte din vremea lui Hus, iar inscripția de sus ele este preluat din lucrarea De sex erroribus și pune în contrast sărăcia propovăduită de Hristos cu bogăția Bisericii Catolice din vremea lui Hus.
Asteroidul 90892 Betlémská kaple, descoperit în 1997 de astronomul ceh Miloš Tichý de la Observatorul Kleť, a fost numit după Capela Betleem. Această denumire oficială a fost publicată de Minor Planet Center la 3 februarie 2015 (M.P.C. 92390).

## Legături externe
- Site web oficial